# Reportage (eksperimentalfilm)
|  | Denne artikel er oprettet af botten Steenthbot ud fra en ekstern database. Den kan derfor have sproglige fejl eller mangler. Denne skabelon kan fjernes efter kontrol af indholdet. |

Reportage er en dansk eksperimentalfilm fra 1968 instrueret af Søren Hansen efter eget manuskript.

## Handling
En eksperimentalfilm baseret på den unge maler Søren Hansens ekspressive grafiske plader, der i filmens næroptagelser fremtræder som en forreven, splittet og fjendtlig verden i sig selv. Temaet for filmen er fortællingen om Jeftha, der for at opfylde et løfte til herren må ofre sin datter, da han vender sejrrig hjem fra krig. Med den grafiske billedverden som "miljø" behandles den bibelske beretning reportagemæssigt, som et tegneserieforløb. Kommentaren er originalteksten fra Dommernes Bog, messet af Poul Dissing til en jødisk folkemelodi, udsat for banjo og vaskebræt.